# Andreas Hofer (Widerstandskämpfer)
Andreas Hofer (* 24. August 1915 in Innsbruck; † 15. April 1945 in Stein an der Donau) war ein  Revieroberwachtmeister der Schutzpolizei und wurde im Laufe des Krieges ein  Widerstandskämpfer gegen Hitler. Hofer war verheiratet, dreifacher Vater und angeblich ein Urenkel des gleichnamigen Tiroler Freiheitskämpfers.

## Jugend und Ausbildung
Andreas Hofer wurde in Innsbruck als Sohn eines Gendarmeriebeamten geboren. Er ließ sich beim österreichischen Bundesheer ausbilden und wurde Berufssoldat. Nach dem Anschluss Österreichs  meldete er sich zur Schutzpolizei, am 15. November 1938 wurde er der Personalverwaltung Wien zugeteilt. Laut seiner Karteikarte der PV Wien diente er zeitweise beim Pol.Res.Batl. 171 und 173, nach dem Besuch eines Gendarmerie-Lehrganges in Obergurgl kam er am 21. Dezember 1941 mit dem PB 314 zum Polizei-Regiment Süd in die Ukraine (Feldpostnummer 37049/A), wurde aber nach vier Monaten aus Krankheitsgründen (Ischias und Nervenleiden) am 1. März 1942 in ein Sanatorium in Wien gebracht. Dort lernte er vermutlich den Sanitäts-Gefreiten Josef Wyhnal kennen.

## Aktivität im Widerstand
Während seines kurzen Einsatzes in der Ukraine erfuhr er von den Gräueltaten an Juden und Partisanen. In Wien kam er in Kontakt mit Walter Caldonazzi und schloss sich dessen Widerstandsgruppe an, die das Ziel hatte, Mitglieder aus den unterschiedlichen politischen Lagern zu sammeln und einen selbstständigen, monarchistisch regierten Staat Österreich unter Einbeziehung Bayerns und Südtirols zu bilden. Diese Widerstandsgruppe um den Südtiroler Walter Caldonazzi, den Kaplan Heinrich Maier und den Generaldirektor der Semperitwerke Franz Josef Messner wird „als die vielleicht spektakulärste Einzelgruppe des österreichischen Widerstandes“ bezeichnet. Deren Ziel war es, schnellstmöglich das Ende des Schreckensregimes durch eine militärische Niederlage herbeizuführen und die Wiedererrichtung eines freien und demokratischen Österreichs zu realisieren. Dabei wurden zum Beispiel durch Kontaktaufnahme mit den Westalliierten deren Luftangriffe auf militärische Ziele gelenkt und die Zivilbevölkerung geschont. So konnten die exakten Zeichnungen der V-2-Rakete, die Produktion des Tigerpanzers und anderes weitergegeben werden. Es gelangten auch genaue Lageskizzen und Produktionsziffern von Stahlwerken, Waffen-, Kugellager- und Flugzeugfabriken an alliierte Generalstäbe.
Hofer plante weiters die Bewaffnung und Befreiung von Kriegsgefangenen und verteilte auch gemeinsam mit Caldonazzi fiebertreibende Mittel an Wehrmachtsoldaten und Schutzpolizisten, die vor einer militärischen Untersuchung standen und/oder die einer Einberufung entgehen wollten. Auch er konnte sich durch die Einspritzung solcher Substanzen einer erneuten Abordnung in den Osten entziehen.

## Tod
Hofer wurde im 28. Februar 1944 festgenommen und mit weiteren Mitgliedern der Widerstandsgruppe am 28. Oktober 1944 vom Volksgerichtshof wegen „Vorbereitung  zum Hochverrat“, „Feindbegünstigung“  und  „Wehrkraftzersetzung“  zum Tode verurteilt. Ein Gnadengesuch von Hofers Frau an Generalstaatsanwalt Johann Karl Stich vom 5. April 1945 blieb unbeantwortet. Anfang April 1945 wurde Andreas Hofer zusammen mit weiteren Gefangenen wegen der vorrückenden sowjetischen Truppen in das nach dem Massaker im Zuchthaus Stein leere Gefängnis Stein bei Krems verlegt und am 15. April 1945 im dortigen Gefängnishof von SS-Männern erschossen.

## Gedenkstätten
- In der Bundespolizeidirektion Wien am Parkring wurde 1946 eine steinerne Tafel mit der Inschrift „Den für die Freiheit Österreichs vom nationalsozialistischen Terror hingemordeten Polizeibeamten zum Gedenken“ enthüllt, darunter ist neben zwölf anderen Andreas Hofer angeführt. Bei der Übersiedelung der Behörde 1974 wurde die Gedenktafel im Neubau am Schottenring angebracht.[7]
- Am Befreiungsdenkmal in Innsbruck steht Hofers Name in der Liste „Den für die Freiheit Österreichs Gestorbenen.“